# Мичуринский сельский совет (Крым)
Мичуринский сельский совет (укр. Мічурінська сільська рада) — административно-территориальная единица в Белогорском районе в составе АР Крым Украины (фактически до 2014 года); ранее до 1991 года — в составе Крымской области УССР в СССР, до 1954 года — в составе Крымской области РСФСР в СССР, до 1945 года — как Кабурчакский сельсовет (крымскотат. Къабурчакъ кой шурасы) — в составе Крымской АССР РСФСР в СССР.
Население по переписи 2001 года составляло 1564 человека. Территория сельсовета лежит в пределах Внутренней гряды Крымских гор, в нижней части долины реки Кучук-Карасу, у западного подножия массива Кубалач.
К 2014 году в составе сельсовета числились 2 села:
- Мичуринское
- Лечебное.

## История
В начале 1920-х годов  был образован Кабурчакский сельсовет (крымскотат. Къабурчакъ кой шурасы, Qaburçaq köy şurasıı) в составе Карасубазарского района и на момент всесоюзной переписи 17 декабря 1926 года включал единственное село Кабурчак с населением 803 человека.
Указом Президиума Верховного Совета РСФСР от 21 августа 1945 года Кабурчакский сельсовет был переименован в Мичуринский сельский совет. С 25 июня 1946 года совет в составе Крымской области РСФСР, а 26 апреля 1954 года Крымская область была передана из состава РСФСР в состав УССР.
На 15 июня 1960 года всоставе сельсовета числились 2 села:
- Мичуринское
- Лечебное.

К 1968 году совет был упразднён и сёла прередали в Богатовский сельский совет, восстановлен к 1974 году в прежнем составе, который сохранялся всю дальнейшую историю. С 12 февраля 1991 года сельсовет в восстановленной Крымской АССР, 26 февраля 1992 года переименованной в Автономную Республику Крым.
С 21 марта 2014 года в составе Крыма аннексирован Россией.
С 2014 года на месте сельсовета находится Мичуринское сельское поселение Республики Крым.